# Ландивизьо
Ландивизьо (фр. Landivisiau) — коммуна на северо-западе Франции, находится в регионе Бретань, департамент Финистер, округ Кемпер, центр кантон Ландивизьо. Расположена в 37 км к северо-востоку от Бреста и в 74 км к северу от Кемпера, в долине реки Элорн. Через территорию коммуны проходит национальная автомагистраль N12. К югу от центра коммуны расположена железнодорожная станция Ландивизьо линии Париж-Брест. 
Население (2019) — 9 151 человек.

## История
Ландивизьо, расположенный на дороге Брест – Морле в долине реки Элорн, до XVI века был небольшим сельским поселением. С началом промышленной революции Ландивизьо стал быстро развиваться. К концу XVI века в поселке и его окрестностях насчитывалось более сотни кожевенных предприятий, последнее из которых закрылось в 1986 году. Кожевенные и клеевые фабрики распространяли ужасные запахи, их работники также становились жертвами болезни, распространяемой загрязненными шкурами овец. Тем  не менее, население Ландвизьо стало стремительно расти.
В 1966 году в Ландивизьо была построена база военно-морской авиации Франции.

## Достопримечательности
- Приходская церковь Святого Тюрьо XVI века
- Ипподром Кроа-аль-Лёрью, построенный в 1911 году

## Экономика
Структура занятости населения:
- сельское хозяйство — 0,9 %
- промышленность — 19,0 %
- строительство — 4,0 %
- торговля, транспорт и сфера услуг — 41,2 %
- государственные и муниципальные службы — 34,9 %

Уровень безработицы (2018) — 11,9 % (Франция в целом —  13,4 %, департамент Финистер — 12,1 %). 

Среднегодовой доход на 1 человека, евро (2018) — 20 770 (Франция в целом — 21 730, департамент Финистер — 21 970).

## Демография
Динамика численности населения, чел.

## Администрация
Пост мэра Ландивизьо с 2014 года занимает Лоранс Клес (Laurence Claisse).  На муниципальных выборах 2020 года возглавляемый ею правый блок победил во 2-м туре, получив 52,23 % голосов.
| Период | Период | Фамилия      | Партия                             | Примечания                                                                                       |
| ------ | ------ | ------------ | ---------------------------------- | ------------------------------------------------------------------------------------------------ |
| 1968   | 1983   | Ив Кегинер   | Объединение в поддержку республики | руководитель предприятия                                                                         |
| 1983   | 2001   | Шарль Мьосек | Объединение в поддержку республики | торговый работник, член Генерального совета департамента, депутат Национального собрания ФРанции |
| 2001   | 2014   | Жорж Тигреа  | Союз за народное движение          | страховщик, член Генерального совета департамента                                                |
| 2014   |        | Лоранс Клес  | Разные правые                      | медицинский работник                                                                             |

## Города-побратимы
- Байдфорд, Великобритания
- Бад-Зоден-Аллендорф, Германия